# (18498) Cesaro
(18498) Cesaro est un astéroïde de la ceinture principale.

## Description
(18498) Cesaro est un astéroïde de la ceinture principale. Il fut découvert le 22 juin 1996 à Prescott (Arizona) par Paul G. Comba. Il présente une orbite caractérisée par un demi-grand axe de 2,27 UA, une excentricité de 0,15 et une inclinaison de 5,9° par rapport à l'écliptique.

## Compléments